# Eureiandra cogniauxii
Eureiandra cogniauxii är en gurkväxtart som först beskrevs av Ernest Friedrich Gilg, och fick sitt nu gällande namn av Charles Jeffrey. Eureiandra cogniauxii ingår i släktet Eureiandra och familjen gurkväxter. Inga underarter finns listade i Catalogue of Life.